# 鸡足叶银莲花
鸡足叶银莲花（学名：Anemone patula var. minor）为毛茛科银莲花属下的一个变种。植株矮小，高8-12厘米；叶较小，叶片长5-8.5毫米，宽11-16毫米；花较小，萼片（5，白色）长3.5-5.5毫米，宽2-3.5毫米；心皮较多，16-20。